# قناتباغ (مقاطعة فراشبند)
قناتباغ (بالفارسية: قناتباغ) هي قرية تقع في قسم آويز الريفي في إيران. يقدر عدد سكانها بـ 253 نسمة بحسب إحصاء 2016.